# Антоній (Вадковський)
Анто́ній Вадко́вський  (в миру Олександр Вадковський; 15 вересня 1846, село Царівка (Грем'ячка), Тамбовська губернія — 15 листопада 1912, Санкт-Петербург) — єпископ  Православної Російської Церкви; з 25 грудня 1898 року аж до смерті — митрополит Санкт-Петербурзький і Ладозький; з 9 червня 1900 — провідний член Святійшого Синоду.
Почесний член Петербурзької АН (1899); почесний член Казанської, Московської та Петербурзької духовних академій (1892), Імператорського Православного Палестинського товариства (1893), Петербурзького ради дитячих притулків (1887), доктор церковної історії (1895)

## Біографія
Народився 3 вересня 1846 в Царьовка (Грем'ячка) Кірсановського повіту Тамбовської губернії в родині священика Василя Вадковського (1816-1897). Мати — Ольга Вадковська (1823-1901).
У 1848-1858 сім'я проживала в селі Матчерка Моршанського повіту. У дитинстві товаришував зі своїм ровесником і земляком Василем Богоявленським. Одного разу прихід священика Василя відвідав єпископ Феофан Говоров. Йому були представлені всі діти Вадковського, але він звернув увагу тільки на Олександра, благословив його, поклавши руку на голову.
Навчався в Тамбовському духовному училищі (1860); потім закінчив Тамбовську духовну семінарію (1866); в 1870 — Казанську духовну академію зі ступенем кандидата богослів'я і був залишений при Академії в якості доцента кафедри Пастирського богослів'я і Гомілетики.
У 1872 26-річний доцент Олександр Вадковський одружився з Єлизаветою Пеньківською. Його дружина була важко хвора на туберкульоз. Вчинок був неабияким, так як він знав, що вона приречена на смерть. У них народилося двоє дітей. У 1879 овдовів; в 1882 втратив двох дітей. Молодий вчений, статський радник, у якого благополучно складається кар'єра, міг взяти шлюб удруге.
4 березня 1883 пострижений в чернецтво архієпископом Казанським Палладієм Раєвим; 6 березня висвячений у сан ієромонаха.
14 листопада зведений в сан архімандрита і призначений керуючим Казанським Іоанно-Предтеченський монастирем.
З 8 листопада 1884 — інспектор Казанської духовної академії.
У 1885, за протекцією Костянтина Побєдоносцева, переміщений на аналогічну посаду спочатку в Московську, а потім в Санкт-Петербурзьку духовну академію.
З 15 квітня 1887 — ректор Санкт-Петербурзької духовної академії.

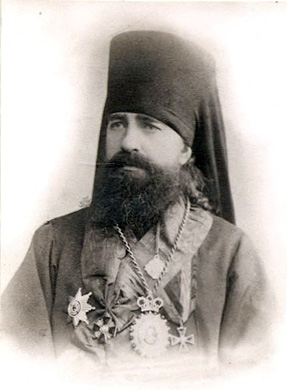
Єпископ Антоній Вадковський

3 травня 1887 хіротонізований на єпископа Виборзького, вікарія Санкт-Петербурзької єпархії.
В період його ректорства в академії студенти активно «пішли в народ», поклавши початок влаштуванню позабогослужбових співбесід від Товариства поширення релігійно-морального освіти в дусі православної церкви на робочих околицях столиці.
24 жовтня 1892 возведений у сан архієпископа і призначений на нововідкриту Виборзько-Фінляндську кафедру.
З 27 жовтня 1892 року — учасник Святого Синоду.
Зі спогадів Аполлінарія Львова, що зустрівся з ним у квітні 1893 року:
 Не схвалює «Московські відомості», що проявляють великий і безглуздий запал до Фінляндії, який може абсолютно марно фанатизувати натовп. Йому, взагалі-то абсолютно спокійному і такому, що доволі благодушно ставиться до православ'я, починають тепер підносити і розвивати думку про те, що російський уряд хоче насильно звернути всіх у православ'я. Зрозуміло, що після всього цього православному єпископу важко буде і з'явитися у Фінляндії. Теперішне завдання Антонія — будувати там церкви і школи і тим дійсно створити православних, наявних нині номінально. Для цього необхідні кошти. Чи дадуть? А все-таки Антоній — один з кращих архієреїв. Від нього не пахне цвіллю і затхлістю, не чути запаху і оливи з ладаном. 
З 1893 по 1898 роки очолював утворену в зв'язку з прагненням старокатоликів до возз'єднання з Православ'ям Синодальну комісію зі старокатолицького питання.
5-22 червня 1897 року архієпископ Антоній був першим російським ієрархом, який відвідав Англію, де представляв Святійший Синод на урочистостях з нагоди святкування 60-річного ювілею (діамантового ювілею) Королеви Вікторії, маючи при тому і ширше доручення інтенсифікувати стосунки з Церквою Англії; місія була успішно ним виконана: владика повернувся на батьківщину володарем почесних ступенів доктора богослів'я і прав Оксфордського і Кембриджського університетів.
За час правління єпископа Антонія (Вадковського) були побудовані нові храми, число парафій зросло з 23 до 37, заснований Лінтульский Свято-Троїцький жіночий монастир і розвернуло свою діяльність місіонерське Братство преподобних Сергія і Германа Валаамських, засноване в 1885 році; з 1898 року видавався журнал фінською мовою «Aamun Koitto» (фін.) укр. («Ранкова зоря»), українською — Різдвяні та Великодні листки, розпочала роботу комісія з перекладу богослужбових книг фінською мовою.
25 грудня 1898 возведений у сан митрополита і призначений митрополитом Санкт-Петербурзьким і Ладозьким, священно-архімандритом Свято-Троїцької Олександро-Невської лаври; нагороджений білим клобуком і хрестом з дорогоцінних каменів; член Святійшого Синоду.
9 червня 1900 року після смерті митрополита Київського Іоаннікія Руднєва стає провідним членом Святійшого Синоду.
16 січня 1906 з веління Миколи II став на чолі Предсоборної Присутності, яка закінчила свою роботу 15 грудня того ж року.
22 квітня 1906 року обраний членом Державної ради; 27 червня звільнений за власним проханням.
З травня 1910 року у зв'язку з хворобою не здійснював богослужінь.
Помер о 4 годині 35 хвилин ранку 2 листопада 1912; о 9 годині його тіло було перенесено в Хрестову церкву Олександро-Невської лаври ; 3 листопада його тіло було перенесено в Троїцький собор Лаври. У відспівуванні 5 листопада брало участь 21 архієрея (випадок, раніше небувалий), його очолив митрополит Московський Володимир Богоявленський; старші члени імператорської родини не були присутні (імператор і імператриця в той час були в дорозі з маєтку Спали (Царство Польське) в Царське Село), були присутні Голова Ради міністрів В. М. Коковцов, обер-прокурор В. К. Саблер і інші офіційні особи. Похований на братській ділянці Нікольського кладовища Лаври.

## Зовнішньоцерковна і громадська діяльність; оцінка сучасників
Глибоко шанував Константинопольського Патріарха Іоакима III, чиїм планам скликання Вселенського Собору співчував і сприяв.
Розробляючи проекти церковних перетворень в Росії, митрополит Антоній погоджувався з аналогічними проектами, над якими працювали тоді ієрархи Константинопольського і Олександрійського Патріархатів.
Під його керівництвом було зроблено всебічне дослідження питань, що розділяли православних з англіканами і старокатоликами; до останніх відчував особливу симпатію, проте канонічність англіканської ієрархії викликала у нього деякий сумнів. На Заході праці петербурзьких богословів викликали великий резонанс в церковно-богословському середовищі, ім'я архієпископа Антонія стало широко відомим.
Користувався благоволінням і заступництвом імператриці Марії Федорівни.
Благословив заснування і діяльно піклувався про Олександро-Невське товариство тверезості, почин якого мав величезний успіх по всій Росії.
Поставив свій підпис, як пріоритетний член, під рішенням Святійшого Синоду про відлучення від Церкви графа Л. М. Толстого, після чого написав два листи графині С. А. Толстій: від 16 березня 1901 і 11 лютого 1902, в яких намагався пояснити їй сенс даного діяння Синоду.
Був принциповим противником втручання духовенства в політичну діяльність: так, він був проти обрання архієреїв в Державну Думу.
Наполягав на вилученні із законодавства формулювання «панівна Церква», бо вважав, що панування — нехристиянська ідея.
У середовищі вкрай правих мав репутацію ліберала і піддавався критиці в друкованих органах Спілки російського народу, особливо з боку голови Спілки А. І. Дубровіна. Останній звинувачував митрополита в співчутті до революції. Приводом для нападок послужила відмова освятити прапор Спілки, а також заступництво Антонія щодо деяких кліриків начебто єпископа Антоніна Грановського, священика Григорія Петрова і студентів духовних шкіл, замішаних в революційному русі. Згодом лідери «оновлюваності» посилалися на Антонія як на ієрарха, нібито співчували їхнім ідеям. Згодом лідери обновленчества посилалися на Антонія як на ієрарха, що нібито співчував їхнім ідеям. До 1904 року митрополит був покровителем також о. Георгію Гапону, проте порвав з ним стосунки після того, як Гапон зайнявся відкритою політичною діяльністю.
Проте швидше за все Антоній був противником будь-яких політичних партій. Він заявив — «правим вашим партіям я не співчуваю і вважаю вас терористами: терористи ліві кидають бомби, а праві партії замість бомб закидають камінням всіх з ними незгодних». Втім, вже в 1907 році А. І. Дубровін і Антоній примирилися. 11 лютого 1908 року ієрарх навіть відслужив молебень перед відкриттям всеросійського з'їзду Спілки російського народу, в якому в тому ж році відбувся розкол.
Своєрідні стосунки склалися в нього і з Григорієм Распутіним; за свідченням сучасників, мав складні взаємини з о. Іоанном Кронштадтський (в щоденниках останній волає: «Господи, прибери М. Антонія»).
Багаторічним помічником митрополита, близьким до нього за духом і переконанням, був майбутній священномученик митрополит Петроградський Веніамін Казанський.